# Digital video express
Pour les articles homonymes, voir DivX (homonymie).
DIVX (Digital Video Express) était une tentative de système de location par Internet de la société Circuit City aux États-Unis. L'idée était de vendre aux utilisateurs des disques DIVX (similaires à des DVD) à bas prix. Le disque DIVX avait une période de visionnage limitée, en général 48 heures, après le premier visionnage. Au-delà de cette période le disque pouvait être revisionné en payant à nouveau. Les disques DIVX ne pouvaient être lus que sur des lecteurs spécifiques, qui devaient être reliés à une ligne téléphonique.
Le système a été mis en service en 1998 et s'est terminé en juin 1999, à cause des coûts dus à l'introduction d'un nouveau format, et du mauvais accueil du public. Tous les disques non vendus ont été détruits à la fin de l'été 1999.
Les téléspectateurs qui souhaitaient regarder un disque un nombre illimité de fois pouvaient le convertir en disque "DIVX silver" moyennant des frais supplémentaires. Des disques "DIVX gold" pouvant être lus un nombre illimité de fois sur n'importe quel lecteur DIVX ont été annoncés au moment de l'introduction de DIVX, mais aucun titre DIVX or n'a jamais été publié.
Un mouvement anti-DIVX s'est créé sur Internet, beaucoup de personnes redoutaient que certains films sortent exclusivement en DIVX et que le DVD en souffre. Les studios Disney avaient envisagé des sorties en DIVX uniquement. Certains pensent que le format a été abandonné pour cette raison.